# Pawłówka (osada leśna w województwie lubelskim)
Pawłówka – osada leśna w Polsce, położona w województwie lubelskim, w powiecie tomaszowskim, w gminie Rachanie.
W latach 1975–1998 miejscowość administracyjnie należała do województwa zamojskiego.
Wierni Kościoła rzymskokatolickiego należą do parafii Przemienienia Pańskiego w Rachaniach.